# Octave Dayen
Octave Dayen, né le 6 juin 1906 à Parsac (Creuse) et mort le 14 septembre 1987 dans sa ville natale, est un coureur cycliste français. Il a notamment participé aux Jeux olympiques d'été de 1928 à Amsterdam, où il finit 4e du kilomètre et 23e de la course en ligne.

## Palmarès sur route
- 1924
  - 2e du Critérium des Comingmen[2]
- 1926
  -  Champion du monde sur route amateurs[2]
  -  Champion de France des sociétés
  - Paris-Rouen[2]
  - 2e de Paris-Évreux[2]
  - 3e de Paris-Troyes
- 1927
  -  Champion de France des sociétés
  -  Champion de France militaires sur route[3]
  - 3e aux Championnats de France sur route amateurs et indépendants[4]
  - 3e de Paris-Évreux
- 1928
  -  Champion de France des sociétés
  - Paris-Chauny

## Palmarès sur piste

### Jeux olympiques
- Amsterdam 1928
  - 4e du kilomètre

### Six Jours
- 1929
  - Six Jours de Paris (avec André Raynaud)
- 1930
  - Six Jours de Marseille (avec André Raynaud)
- 1933
  - 3e des Six Jours de Marseille (avec Antoine Pugliesi)
- 1936
  - 3e des Six Jours de Saint-Étienne (avec Georges Wambst)
- 1938
  - 3e des Six Jours de Saint-Étienne (avec Michel Pecqueux)

### Prix
- 1932
  - Prix Egg-Berthet avec Roger Peix[5],[6]
- 1933
  - Prix Dupré-Lapize (avec Henri Lemoine)
- 1934
  - Prix Goullet-Fogler (avec Henri Lemoine)
  - Prix Dupré-Lapize (avec Henri Lemoine)